# Angelika Niescier

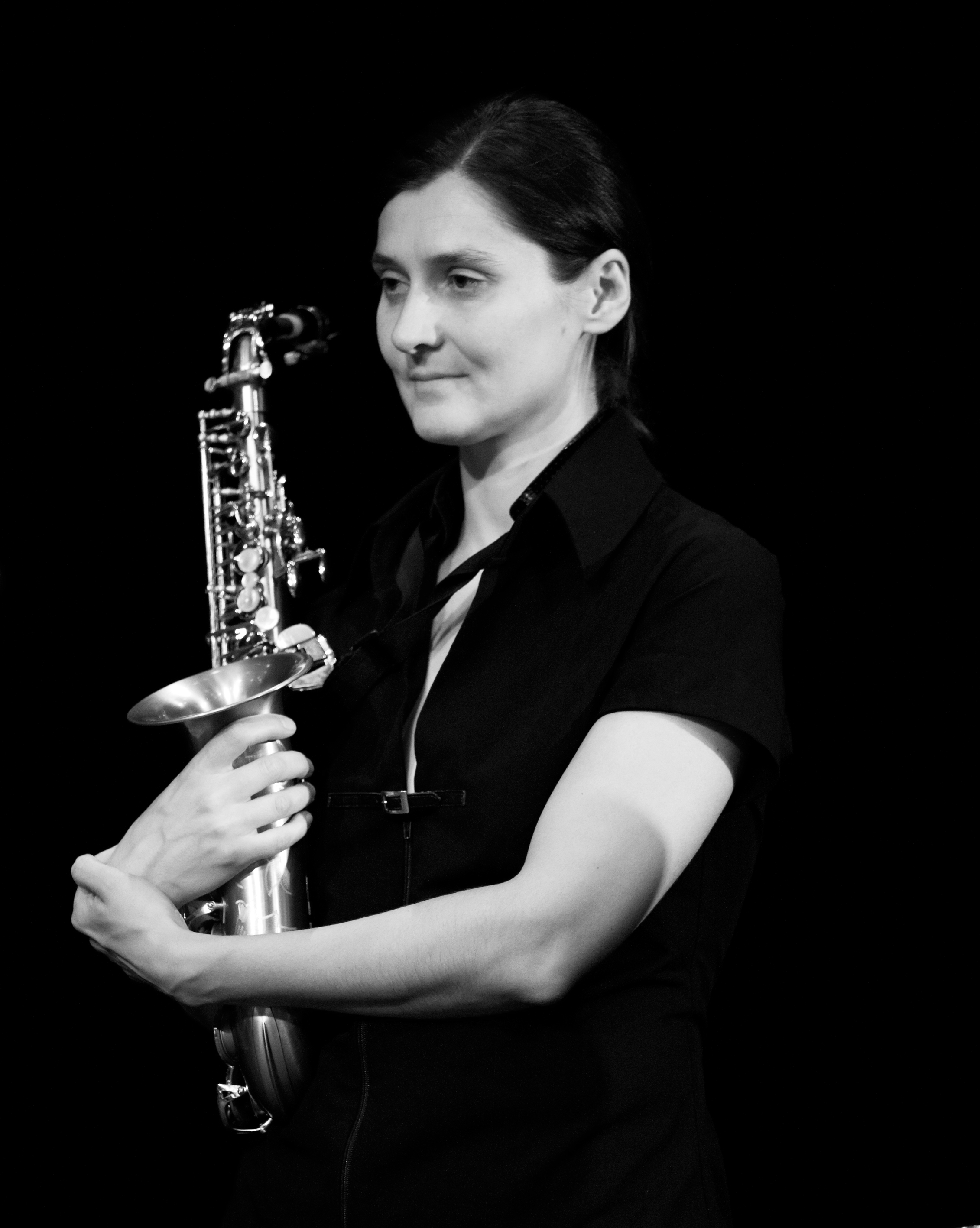
Angelika Niescier, 12. Mai 2008, Moers Festival

Angelika Niescier (* 1970 in Stettin, Polen) ist eine deutsche Jazz-Musikerin (Sopran- und Altsaxophon, Komposition) und Bandleaderin. 

## Leben und Wirken
1981 siedelte Niescier nach Deutschland über. 1994 bis 1998 studierte sie an der Folkwanghochschule Essen. 2000 gründete sie ihr Quartett Angelika Niescier-sublim, mit dem sie drei viel beachtete CDs einspielte. Seitdem bespielt sie Bühnen im In- und Ausland, produziert für Rundfunk und TV (u. a. WDR, Radio Bremen, Bayerischer Rundfunk) und tourte 2007 im Auftrag des Goethe-Instituts durch Zentralasien und Südkorea. Die Musikerin spielte Solo- und Duoprogramme (u. a. mit Julia Hülsmann und mit André Nendza), war auch in anderen Jazzprojekten u. a. bei Tom Lorenz, Laia Genc, Rupert Stamm und in Ali Haurands European Jazz Ensemble zu erleben. 2010 und 2011 war sie mit ihrem German Women Jazz Orchestra auf Nahost-Tournee.
Sie spielte ferner mit Joachim Kühn, Ramesh Shotham, Achim Kaufmann, Tyshawn Sorey, Ulrike Haage, Soo Jung Kae, Thomas Morgan, Gerd Dudek, Hans Lüdemann, Peter Herbert und Mehdi Haddab. 
Niescier beschäftigt sich viel mit interdisziplinärer Zusammenarbeit (mit Literaten und bildenden Künstlern (u. a. als „Konzert des Deutschen Musikrates“ im Januar 2003)). Als Komponistin schreibt sie auch Auftragskompositionen für u. a. Theatermusik, modernes Tanztheater, Chor- und Orchesterwerke und Filmmusik („Drei Frauen, drei Wünsche, ein Jahr“).
Über einen Kompositionsauftrag für das Südtiroler Jazzfestival Alto Adige entstand 2012 ein weiteres Trio (mit Simone Zanchini, Akkordeon und Stefano Senni, Kontrabass), das sowohl durch Clubs und Festivals tourte als auch ein Album aufnahm.
Zur aktuellen Besetzung von Angelika Niesciers - sublim gehören (2019) Angelika Niescier, Saxophone; Florian Weber, Piano; Matthias Akeo Nowak, Kontrabass und Christoph Hillmann, Schlagzeug. Mit Weber ist sie auch in ihrer NYC Five mit dem Trompeter Ralph Alessi sowie in der Rhythmusgruppe Eric Reves und Gerald Cleaver zu hören. Im Duo mit Marta Warelis spielte sie 2022 mehrere Konzerte in Deutschland (Mitschnitt aus der Münchner Seidlvilla bei BR Klassik).

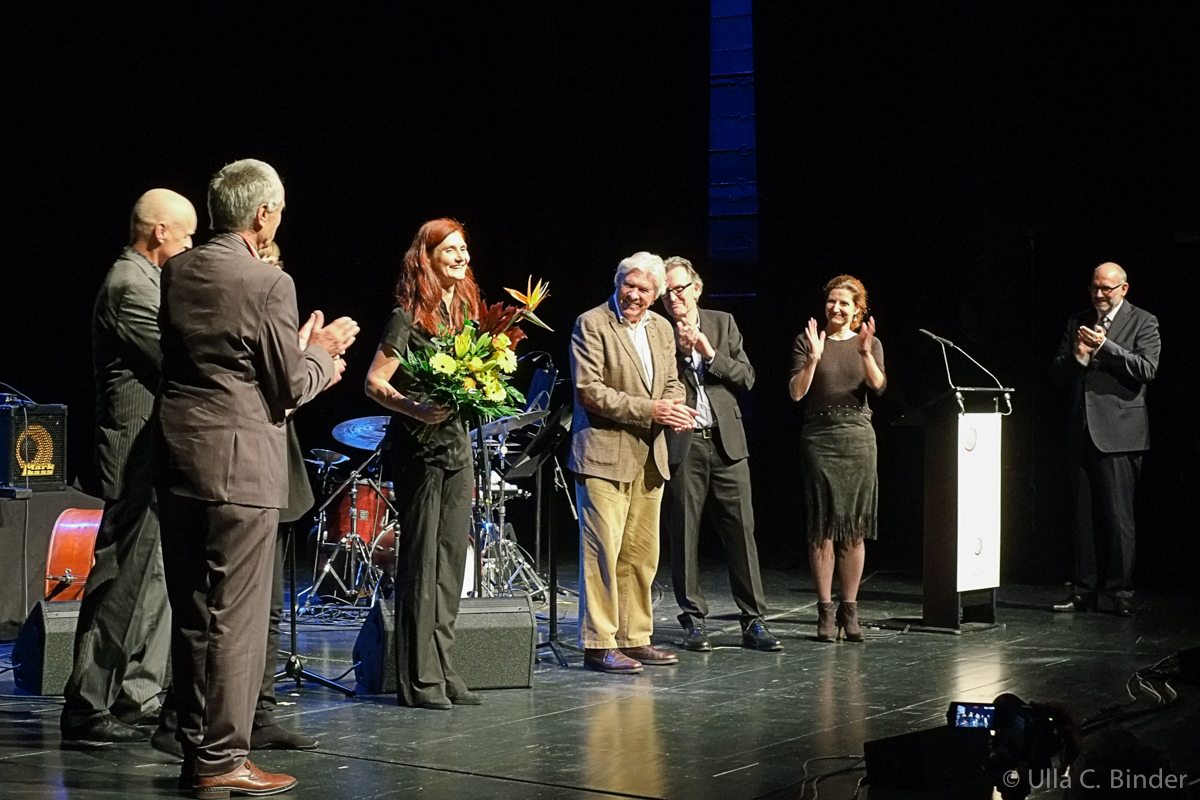
Angelika Niescier bei der Preisverleihung des Albert-Mangelsdorff-Preis (Deutscher Jazzpreis) 2017 im Haus der Berliner Festspiele

## Preise und Auszeichnungen
1998 erhielt Niescier den Förderpreis für Musik der Stadt Düsseldorf. Im Jahr 2003 wurde sie mit dem Förderpreis des Landes Nordrhein-Westfalen für Musik ausgezeichnet. 2008 ist sie als Improviser in Residence beim Moers Festival aufgetreten und hat für ein Jahr lang das kulturelle Leben in Moers bereichert. Weiterhin erhielt sie Förderstipendien und Fördermittel vom Landesmusikrat NRW und dem Kultusministerium des Landes. Für das Album sublim III erhielt sie im August 2009 den Vierteljahrespreis der deutschen Schallplattenkritik und im Mai 2010 den ECHO Jazz in der Sparte „Newcomer des Jahres national“. 2013 wurde sie im Essener Grillo-Theater mit dem 16. Jazz Pott ausgezeichnet. Ihr Album mit Florian Weber und der NYC Five erhielt 2016 den Vierteljahrespreis der Deutschen Schallplattenkritik. 2017 wurde Niescier mit dem Albert-Mangelsdorff-Preis (Deutscher Jazzpreis) ausgezeichnet.
2023 wurde Niescier als eloquente, offene und phantasievolle „Musikerin, die in den Jazzszenen in NRW verwurzelt ist und längst internationale Klasse verkörpert,“ der WDR-Jazzpreis in der Kategorie Jazz verliehen. Damit verbunden ist auch eine Produktion mit der WDR Big Band. 2024 erhielt sie den Deutschen Jazzpreis in der Kategorie „Holzblasinstrumente.“

„Satt und farbenreich ist der Ton, virtuos die Technik, die von Energie, Inspirationsfülle und Mitteilungsdruck angetrieben scheint, so als ob die Spielerin nie dafür hätte üben müssen.“

## Diskografie (Auswahl)
| Jahr | Titel                                     | Label               | Besetzung bzw. Anmerkung                                                              |
| ---- | ----------------------------------------- | ------------------- | ------------------------------------------------------------------------------------- |
| 2000 | Holzlinienspiel                           | crecyclemusic       | Duo Niescier / Nendza                                                                 |
| 2002 | sublim                                    | shaa-music          | Hans Lüdemann, Sebastian Räther, Christoph Hillmann                                   |
| 2004 | sublim II                                 | shaa-music          | Hans Lüdemann, Sebastian Räther, Christoph Hillmann                                   |
| 2007 | The Poetry of Rhythm                      | Jazzsick Records    | Duo Niescier / Nendza feat kaj:kaj, das Streichquartett                               |
| 2008 | Komponiert in Deutschland 08              | normal records      | Edition Filmmusik                                                                     |
| 2009 | sublim III                                | Enja Records        | Florian Weber, Sebastian Räther, Christoph Hillmann                                   |
| 2011 | Quite Simply                              | Enja Records        | Angelika Niescier, Thomas Morgan, Tyshawn Sorey                                       |
| 2012 | MiND GAMeS                                | OutNow - Recordings | Denman Maroney, James Ilgenfritz, Angelika Niescier, Andrew Drury                     |
| 2015 | NOW                                       | blue pearls music   | Angelika Niescier, Simone Zanchini, Stefano Senni                                     |
| 2015 | BROKEN CYCLE                              | Sunny Sky Records   | Angelika Niescier, Hilmar Jensson, Scott McLemore                                     |
| 2016 | NYC FIVE                                  | Intakt Records      | Ralph Alessi, Angelika Niescier, Florian Weber, Christopher Tordini, Tyshawn Sorey    |
| 2018 | The Berlin Concert                        | Intakt Records      | Angelika Niescier, Christopher Tordini, Tyshawn Sorey                                 |
| 2019 | New York Trio                             | Intakt Records      | Angelika Niescier, Christopher Tordini, Gerald Cleaver, feat. Jonathan Finlayson      |
| 2019 | Jazz at Berlin Philharmonic IX: Pannonica | ACT                 | Iiro Rantala, Dan Berglund, Anton Eger, Angelika Niescier, Ernie Watts, Charenée Wade |
| 2021 | Soul in Plain Sight                       | Intakt Records      | Angelika Niescier, Alexander Hawkins                                                  |
| 2023 | Beyond Dragons                            | Intakt Records      | Angelika Niescier / Tomeka Reid / Savannah Harris                                     |